# Fuentelarreina
Fuentelarreina és un barri de Madrid integrat en el districte de Fuencarral-El Pardo. Té una superfície de 138,26 hectàrees i una població de 3.231 habitants (2009). Limita al nord amb Mirasierra, al sud amb Ciudad Universitaria (Moncloa-Aravaca), a l'oest amb El Pardo i a l'est amb Peñagrande. Està delimitat al nord i oest pel Camino de Monte Carmelo, a l'est pel carrer de Gabriela Mistral, al sud per l'Avenida de la Ilustración i a l'oest per la carretera i la tàpia d'El Pardo. El barri està ben comunicat per la Línia 7 del metro de Madrid. Geogràficament el barri es pot dividir en tres parts
- Lacoma: Limita l'est amb l'Avenida Ventisquero de la Condesa, al nord amb el carrer del Valle de Pinares Llanos, a l'oest amb el carrer Ramón Gómez de la Serna i al sud amb l'Avenida del Cardenal Herrera Oria
- Arroyo del Fresno: Zona més moderna del barri. Limita a l'oest amb l'Autovia M-40, al nord i est amb l'Avenida del Ventisquero de la Condesa i a l'oest amb el Carrer Valle de Pinares Llanos.
- Zona al Este de Lacoma